# Paul Dolan
Kenneth Paul Dolan (Ottawa, Ontario, Canadá, 16 de abril de 1966) es un exfutbolista canadiense que jugaba como Arquero. En 2004 fue incluido en el Canada Soccer Hall of Fame.

## Trayectoria
Entre 1981 y 1984 jugó en el Bel-Aire Celtic de Coquitlam, llegando a disputar tres ediciones del Sun Soccer Tournament. Además fue miembro de las selecciones juveniles de British Columbia.
Fue reclutado por los Vancouver Whitecaps para disputar la temporada 1985 de la NASL, pero la liga fue finalmente suspendida. Posteriormente hizo su debut profesional con los Edmonton Brickmen, pero se destacó como jugador de los Vancouver 86ers, equipo con el que fue campeón de la Canadian Soccer League en 1990 y 1991.

## Selección nacional
Fue miembro de la selección de fútbol sub-20 de Canadá con la que disputó el Torneo Sub-20 de la Concacaf 1984 y la Copa Mundial de Fútbol Juvenil de 1985.
Debutó con la selección absoluta en 1984. Sumó un total de 53 partidos internacionales representando a su país, estando presente en torneos importantes como la Copa Mundial de Fútbol de 1986 -donde sólo jugó un partido ante Francia en la fase de grupos-, y la Copa de Oro de la Concacaf de 1991 y 1996.
Integró la selección de fútbol sala de Canadá que participó de la Copa Mundial de 1989.

### Participaciones en Copas del Mundo
| Mundial                        | Sede   | Resultado    |
| ------------------------------ | ------ | ------------ |
| Copa Mundial de Fútbol de 1986 | México | Primera fase |

## Clubes
| Club                  | País           | Año       |
| --------------------- | -------------- | --------- |
| Edmonton Brickmen     | Canadá         | 1986      |
| Tacoma Stars (indoor) | Estados Unidos | 1987-1988 |
| Vancouver 86ers       | Canadá         | 1988      |
| Hamilton Steelers     | Canadá         | 1988-1989 |
| Vancouver 86ers       | Canadá         | 1990−1998 |